# Adra
Adra er en by og kommune i det sydøstlige Spanien i provinsen Almería. Den har et indbyggertal på 25.515 (2024) indbyggere.